# Kisangani
Kisangani, precedentemente chiamata Stanleyville o Stanleystad, è una città della Repubblica Democratica del Congo in Africa centrale. Capoluogo della provincia di Tshopo, Kisangani è situata nel punto in cui il fiume Lualaba diviene il fiume Congo, a nord delle cascate Boyoma. Kisangani è nota come "Kisangani Boyoma" e gli abitanti sono detti Boyomani (Boyomais in francese). È il punto navigabile più lontano a monte della capitale Kinshasa.
La città è dotata di un aeroporto internazionale (Bangoka). Un tratto di ferrovia supera le cascate e porta alla città di Ubundu, mentre una strada nazionale mette in comunicazione Kisangani con Goma nell'estrema parte orientale del paese e con il Ruanda.

## Storia
Henry Morton Stanley fondò Stanley Falls Station nel dicembre del 1883, su un'isola del fiume Congo presso l'attuale città di Kisangani. Vi lasciò Mr. Binnie, un ingegnere scozzese, con l'incarico di commerciare con la popolazione locale e di rappresentare lo Stato Libero del Congo. Ben presto gli schiavisti dell'Africa orientale provenienti da Zanzibar (spesso chiamati erroneamente "arabi" dagli scrittori europei dell'epoca) raggiunsero Stanley Falls. Si stabilirono relazioni commerciali fra i rappresentanti dello Stato Libero e gli schiavisti e dopo una battaglia Stanley Falls Station fu abbandonata (1887). Nel 1888, una certa forma di governo dello Stato Libero fu ristabilita nominando Tippu Tip, uno dei maggiori trafficanti di schiavi di Zanzibar, governatore del distretto di Stanley Falls.
Dal dicembre 1960 al gennaio 1962 fu la capitale della Repubblica libera del Congo. Nella seconda metà del 1964 i ribelli Simba si impadronirono della città di Stanleyville e presero più di 1.600 ostaggi europei. Dopo 111 giorni di negoziazione, gli Stati Uniti e il Belgio nel novembre 1964 lanciarono l'operazione Dragon Rouge con paracadutisti belgi che occuparono la città, allo scopo di liberare gli ostaggi.
 Nel 1966 e nel 1967 Kisangani fu teatro degli ammutinamenti dei mercenari europei. Nel 1999 Kisangani assistette ai primi scontri aperti tra forze ugandesi e ruandesi nella Seconda guerra del Congo. I combattimenti avevano per obiettivo il controllo delle miniere d'oro vicino alla città. Nel 2002 fu sottoscritto un accordo di pace, mentre la città era sotto il controllo delle truppe appoggiate dai ruandesi.

## Economia
Situata a 2000 km dalla foce del fiume Congo, la città di Kisangani è il punto più lontano raggiungibile navigando a monte. Kisangani è il principale porto interno della nazione dopo Kinshasa, un importante punto di smistamento commerciale per i trasporti fluviali e terrestri e un centro principale per il commercio e la distribuzione nella parte nord-orientale del paese. È la capitale commerciale del Congo settentrionale dalla fine dell'800.

## Infrastrutture e trasporti
Nell'ottobre del 2007 fu proposta la costruzione di una ferrovia fra Kisangani e Kasese nell'Uganda occidentale.